# El Limón
El Limón – miasto w Wenezueli, w północno-wschodniej części stan Aragua. Należy do obszaru metropolitarnego stolicy stanu Maracay. Ludność 2013 roku liczyła 166 tys. mieszkańców.
W mieście rozwinął się przemysł elektrotechniczny, cukrowniczy, tytoniowy oraz papierniczy.